# Microsoft
Microsoft Corporation är ett multinationellt datorföretag baserat i Redmond, Washington med omkring 228 000 anställda. Företaget är i dag världens största inom programvaruutveckling. Microsoft utvecklar, tillverkar och licensierar många programprodukter för ett flertal olika datorsystem. Dessa är framförallt anpassade för mindre företag. De populäraste produkterna är operativsystemet Microsoft Windows samt Microsoft Office. Dessa produkter har en stark position på marknaden; de är båda helt dominerande när det gäller persondatormarknaden.
Företaget grundades 4 april 1975 av Bill Gates och Paul Allen i Albuquerque, New Mexico. Namnet Microsoft är en sammandragning av "microcomputer software". Under 1980-talet dök en mängd IBM PC-kloner upp och Microsoft använde snabbt sin position för att dominera operativsystemmarknaden bland privatkunder. De första versionerna av företagets nuvarande flaggskepp Microsoft Windows släpptes som ett tillägg för MS-DOS. Historiskt sett kan även nämnas att Microsoft har tillhandahållit konsumentsupport i nyhetsgrupper på Usenet och World Wide Web och delar ut utmärkelsen Most Valuable Professional till frivilliga deltagare som anses vara hjälpsamma i försöken att hjälpa företagets kunder.
Företagets dominerande ställning har lett till flera undersökningar ledda av den amerikanska regeringen, inklusive en federal undersökning 1998 som visade att Microsoft otillåtet använt sin dominerande ställning för att ta marknadsandelar från sina konkurrenter. Microsoft har vunnit ett flertal priser såsom utmärkelsen "1993 års mest innovativa amerikanska företag" av tidskriften Fortune Magazine.
Företaget har efterhand också vidgat sitt verksamhetsfält med till exempel nyhetskanalen MSNBC, webbportalen MSN, webbmejlen Outlook.com/Hotmail, sökmotortjänsten Bing, kontakttjänsten Linkedin och det interaktiva uppslagsverket Encarta. Andra produkter som Microsoft tillhandahåller består bland annat av hemunderhållningsprodukterna Xbox, Xbox 360, Xbox One och MSN TV. Den 15 september 2014 köpte Microsoft upp det svenska spelföretaget Mojang AB med spelet Minecraft.

## Historik

### 1975–1985: Tidig historia

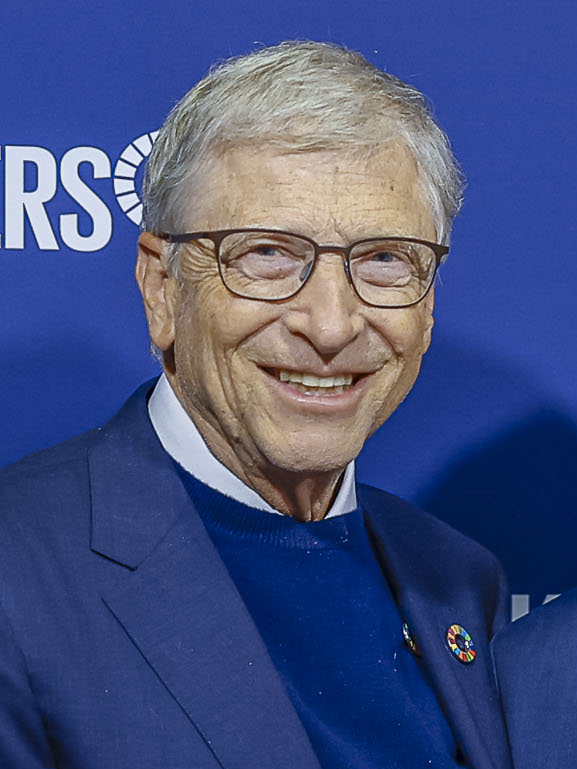
Bill Gates.

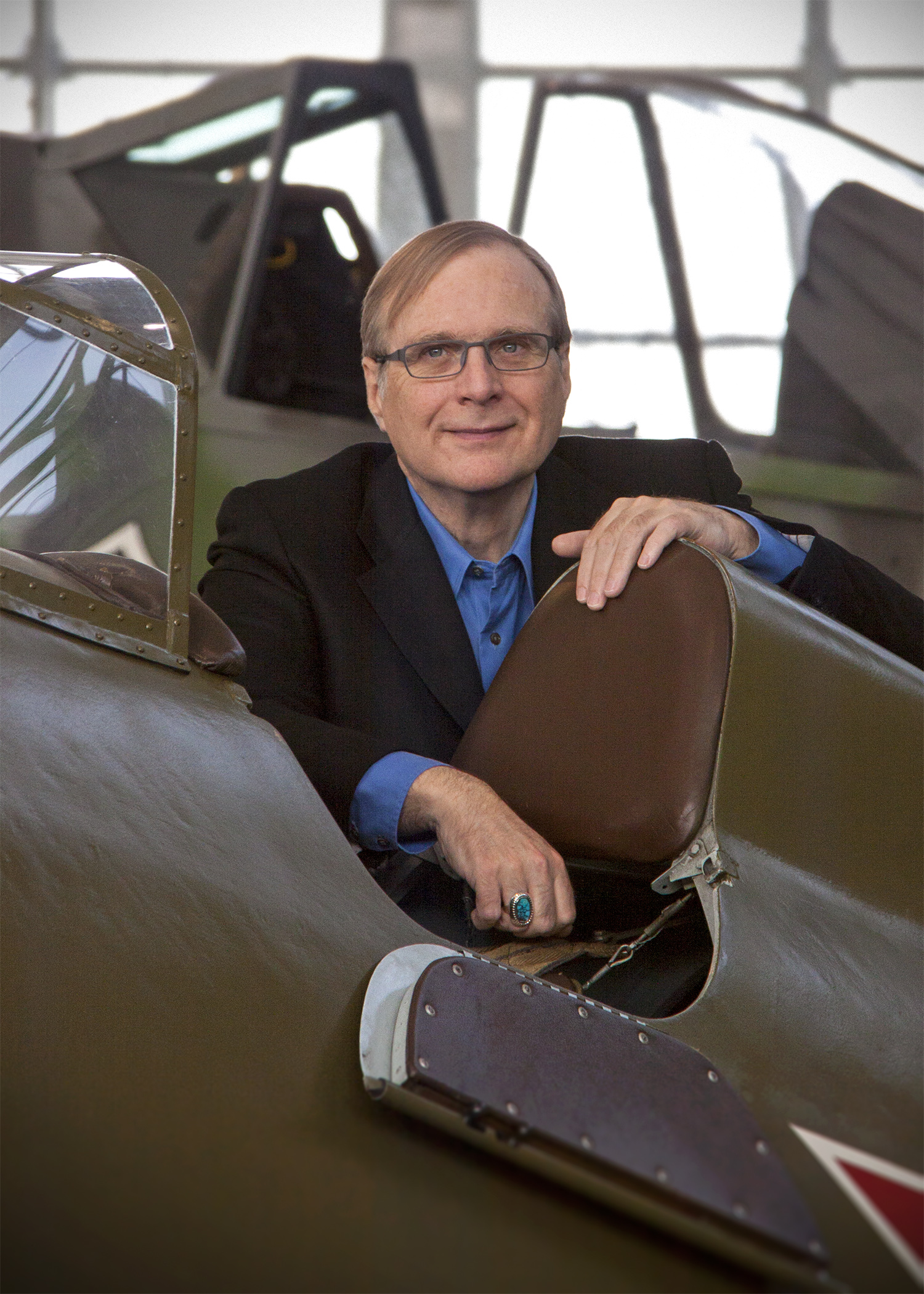
Paul Allen.

År 1975 grundade Bill Gates och Paul Allen "Micro-soft" (kortform för MicroComputer Software) i Albuquerque, New Mexico, USA. Grundtanken var att sälja Basic-tolkar för datorn Altair 8800. Det första operativsystemet kom att bli Xenix som sedan såldes till dåvarande SCO.
Paul Allen var en dag på väg att besöka Bill Gates i hans studentrum, då han upptäckte en datortidning som innehöll information om datorn Altair 8800. Den var den första mikrodatorn som konkurrerade med mer kommersiella modeller. Några dagar senare ringde Gates till Micro Instrumentation and Telemetry Systems (MITS), personerna som grundat Altair 8800, och meddelade dem att han och några vänner höll på att utveckla en version av programspråket Basic, som skulle köras på en Altair 8800 och sedermera även PC. Då hade varken Gates eller Allen någonsin rört vid en sådan dator, men ändå blev MITS intresserade av programmet.
Efter åtta veckor insåg Allen och Gates att deras produkt äntligen var redo för en demonstration. Trots att Gates skött själva utvecklingen var det Allen som flög till MITS för att presentera det nya Basic-systemet. Demonstrationen ska trots Allens ringa erfarenhet ha gått bra, och MITS köpte Allens och Gates Basictolk. Då Gates såg en affärsmöjlighet här, hoppade han av sin utbildning på Harvard University och startade Microsoft.
Commodore köpte in Microsofts Basic i slutet av 1976, och Basic fick en stor spridning tack vare Commodores storsäljande mikrodatorer Commodore PET (1977), VIC-20 (1980), Commodore 64 (1982–1992) och Commodore 128 (1985).
Den 12 augusti 1981 – efter att förhandlingar med Digital Research misslyckats – gavs Microsoft ett kontrakt från IBM för att utveckla en version av operativsystemet CP/M anpassad för kommande IBM PC. Dock hade inte Microsoft något utvecklat operativsystem då, så de köpte en CP/M-klon vid namn QDOS från Tim Paterson vid Seattle Computer Products för 50 000 dollar. Microsoft döpte om QDOS till PC-DOS. På grund av potentiella upphovsrättsproblem med CP/M sålde IBM både CP/M för 250 dollar och PC-DOS för 40 dollar. Tack vare det låga priset blev PC-DOS så småningom väletablerat.
Redan under 1980-talet dök en mängd IBM PC-kloner upp, den första av Compaq, efter att de lyckats klona IBM-bioset. Microsoft använde snabbt sin position för att dominera operativsystemmarknaden bland privatkunder. De började licensiera sitt operativsystem för användning på IBM PC-kloner, och kallade sin version MS-DOS (Microsoft Disk Operating System). Genom aggressiv marknadsföring av MS-DOS gentemot utvecklare av IBM PC-kloner växte Microsoft från en liten aktör till en av de större programvaruföretagen i hemdatorindustrin. De tog bland annat stora marknadsandelar från Digital Researchs operativsystem CP/M.

### 1985–1991:OS/2till Windows
1985 arbetade Microsoft tillsammans med IBM för att utveckla ett nytt, mer avancerat operativsystem vid namn OS/2. OS/2 släpptes i samband med IBM:s nya hårdvara PS/2. I februari 1986 flyttade Microsoft till Redmond, Washington, där de är kvar än i dag. En månad efter flytten börsnoterade de sig för 61 miljoner dollar. Aktien kostade då 21 dollar styck och steg med 33 procent redan första dagen. Under 1987 släppte Microsoft sin första version av OS/2 till sina licenstillverkare. Några år senare, närmare bestämt 8 augusti 1989, introducerade Microsoft dess mest heltäckande kontorsprodukt, Microsoft Office. Till skillnad från Microsoft Works var Microsoft Office ett paket som innehöll andra kontorsprogram som tidigare enbart såldes separat, däribland Microsoft Word, Microsoft Excel, Microsoft Powerpoint, med flera. Det fanns också i senare utgåvor Microsoft Office Outlook, motsvarigheten till Outlook Express, en mer avancerad e-postklient som innehåller en almanacka.
1989 utannonserade Microsoft vid Comdex att 1991 års release av Windows 3.0 skulle bli den sista Windows-versionen, och under de närmsta åren fortsatte Microsoft hävda att OS/2 var framtiden i datorvärlden.
16 maj 1991 meddelade Gates att samarbetet med IBM angående OS/2 var över, och att företaget framöver skulle fokusera på Windows- och Windows NT-operativsystemskärnorna. Utvecklare som hade ignorerat Windows och satsat fullt på OS/2 blev starkt överraskade, och hävdade att Microsoft avsiktligt spelat falskt. Under åren minskade OS/2:s popularitet, och Windows blev snabbt det mest använda PC-operativsystemet.

### 1992–1995
Under övergången från MS-DOS till Windows knappade Microsoft in gentemot programvarukonkurrenter som WordPerfect och Lotus 1-2-3 med hjälp av sin egen produkt Microsoft Office. Vissa föregav att Microsoft använt sin insiderkunskap om Windows-kärnan, tillsammans med odokumenterade API-funktioner för att få Office att prestera bättre än sina konkurrenter. Eftersom Office fungerade så bra tillsammans med det dominerande Windows gick Office snabbt om sina konkurrenter. I mars 1992, lanserades Windows 3.1 tillsammans med företagets första reklamkampanj på TV. Mjukvaran såldes i över tre miljoner kopior inom loppet av två månader på marknaden. I oktober, 7 månader senare, lanserades Windows for Workgroups 3.1 med integrerad nätverksmjukvara och stöd för peer-to-peer nätverk.
1994 lanserade Microsoft Encarta, som blev den första uppslagsverket som var avsett att användas på datorer. Samma år ändrade företaget sin slogan till "Where do you want to go today?".
I augusti 1995 lanserades Microsoft Windows 95. Microsoft Windows 95 kännetecknas av ett helt nytt användargränssnitt som bland annat innehöll en startknapp. Mer än en miljon kopior av Windows 95 var sålda fyra dagar efter lanseringen.

### 1995–1999: Internetsatsningar
I mitten av 1990-talet var America Online en stor aktör på Internet. Microsoft mötte konkurrensen genom att den 24 augusti 1995 lansera onlinetjänsten MSN (MicroSoft Network). MSN blev en paraplyorganisation som rymde internetrelaterade tjänster med Microsoft Passport som gemensamt inloggningssystem för alla tjänster. Tillsammans med det amerikanska TV-bolaget NBC skapade Microsoft nyhetskanalen MSNBC som sänder nyheter dygnet runt. I slutet av 1997 köpte Microsoft Hotmail som var den tidens mest populära webbmailtjänst. Tjänsten döptes i och med uppköpet om till "MSN Hotmail". 1999 lanserade Microsoft MSN Messenger, en tjänst för direktmeddelanden för att möta konkurrensen från AIM, AOL:s motsvarande produkt.
I ett försök att utöka produktutbudet för privatkunder förvärvade företaget Webb-TV i april 1997. Några månader senare lanserades Office 97 och Internet Explorer 4.0, där den sistnämnda programmet utgjorde det första tecknet på ett försök att ta över webbläsarmarknaden som då dominerades av Netscape. Dessutom levererades Internet Explorer tillsammans med operativsystemet Mac OS Classic genom en överenskommelse med Apple Computer.
1998 var ett stort år för företaget. Operativsystemet Windows 98 lanserades som en efterträdare till Windows 95, och Microsoft licensierade teknologi från Citrix och utvecklade ännu en version av Windows NT 4.0, Terminal Server. Andra produkter som lanserades under det här året inkluderar handkontrollen Sidewinder Freestyle Pro och den trådlösa telefonen Cordless Phone System. Dessvärre skördade Cordless Phone inga framgångar vilket ledde till att produkten lades ner ett år efter lanseringen.

### 2000–2006:.NET

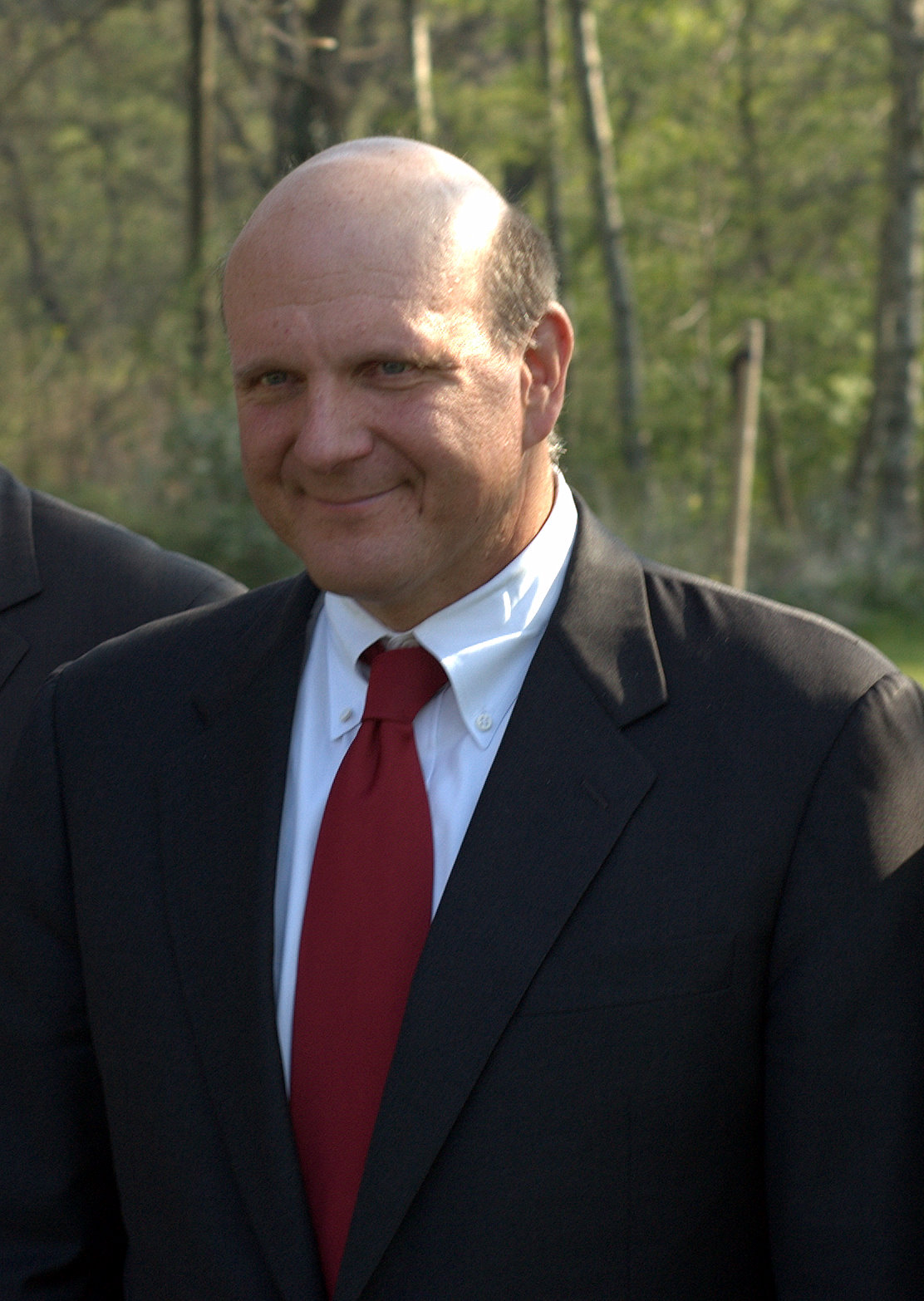
Steve Ballmer.

År 2000 lanserade Microsoft sitt nya utvecklingsramverk .NET vars mål är att förenkla och snabba upp utvecklingen av applikationer som är förberedda för Internet. I .NET består av ett antal klasser vilket gör det enklare att programmera lösningar. Det finns även ett stöd inbyggt i .NET för att hantera XML och Web Services. Innan .NET lanserades hade Microsoft en teknik för att hantera serverbaserad programvara som kallades för COM+. Arkitekturen kallades för Windows DIA (Distributed Internetwork Architecture). Innan .NET lanserades använde Microsoft mer avancerade teknologier, såsom COM och Active X som användes av kunderna för att hantera serverbaserade programvaror. Idag satsar Microsoft helt på .NET och använder sig alltså inte av COM, ActiveX eller liknande produkter eftersom de anses vara föråldrade.

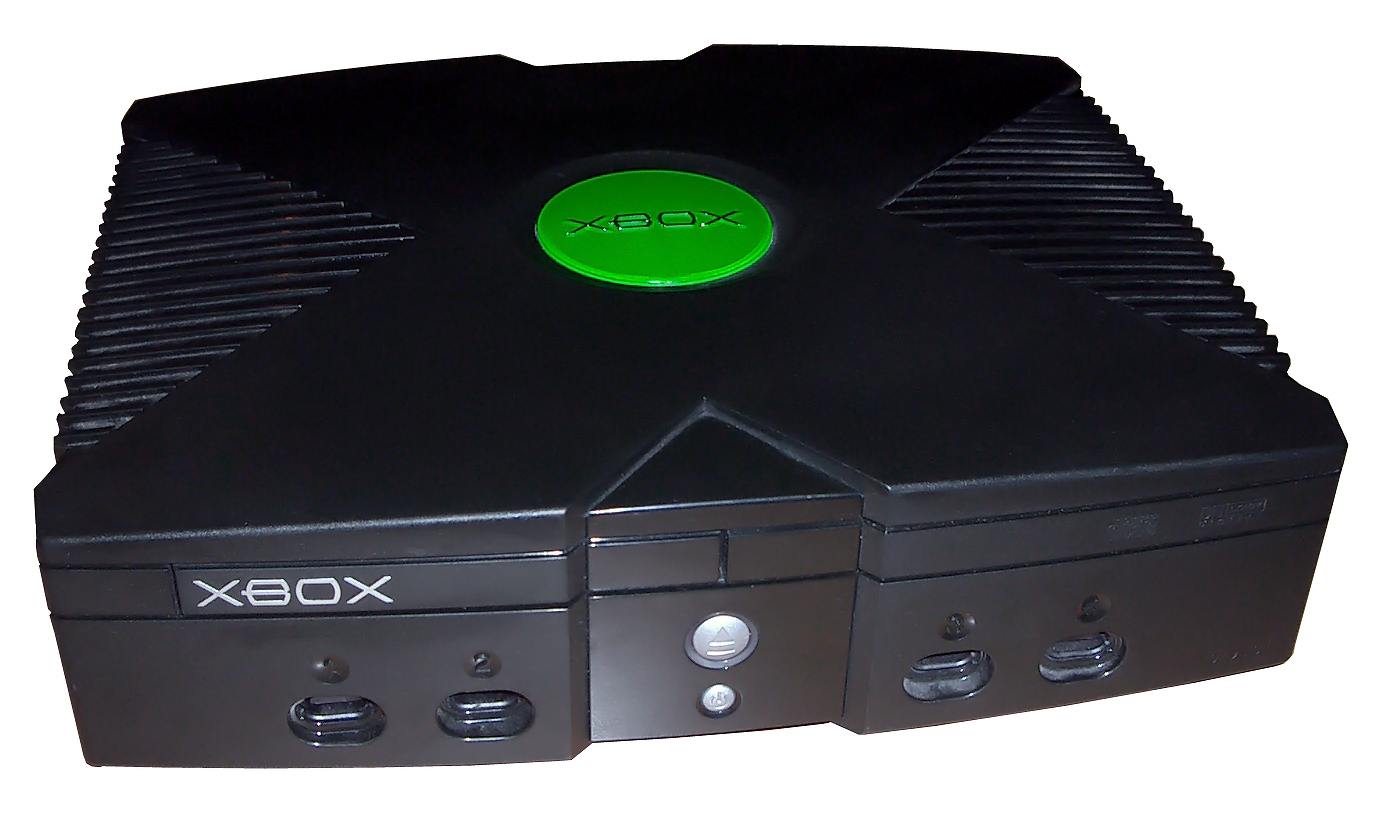
Spelkonsolen Xbox är den första som Microsoft konstruerat. Den lanserades i USA hösten 2001.

År 2001 lanserades Windows XP och blev den första versionen av Windows som riktade sig till både företag och hemanvändare. Rent tekniskt var det en efterföljare till Windows 2000 men många funktioner från de senare versionerna av Windows 9.x-trädet hade lyfts över. XP introducerade också ett nytt grafiskt användargränssnitt samt fast user switching som är en funktion som gör att flera användare kan vara inloggade samtidigt. Operativsystemet blev det första att introducera produktaktivering, som är en funktion mot piratkopiering och som kräver att användaren aktiverar Windows inom 30 dagar. Samma år gjorde Microsoft entré på spelkonsolsmarknaden som tidigare dominerades av Sony och Nintendo med Xbox. År 2004 lanserades två nya versioner av Windows XP, Windows XP Media Center Edition och Windows XP Starter Edition där den sistnämnda är en version till ett lägre pris men med färre funktioner, till exempel kan man inte köra mer än tre program samtidigt.
På Microsoft Research togs november 2005 en förhandsversion av Singularity fram, ett operativsystem baserat på en mikrokärna bestående av 300 000 rader kod. Singularity är skrivet i C# och i ett helt nytt programspråk kallat Sing#. Det är dock oklart om Singularity kommer att nå marknaden eller om tekniken i operativsystemet enbart kommer att implementeras i framtida versioner av Windows.

### 2007–
Microsoft har nu lanserat operativsystemet Windows Vista den november 2006 för företagskunder och januari 2007 för privatkunder. Windows Vista ersätter det tidigare flaggskeppet Windows XP och innehåller enligt Microsoft hundratals nya funktioner såsom ett förbättrat grafiskt användargränssnitt kallat Windows Aero och ökad säkerhet. Enligt Microsoft är Vista den största uppgraderingen av Windows sedan Windows 95. Även det nya kontorspaketet Office 2007 har lanserats med ett nytt gränssnitt och stöd för nya filformat. Förutom Office finns företagets nästa programutvecklingsmiljö som går under arbetsnamnet Orcas tillgänglig i CTP-version (CTP står för Community Technology Preview).
Företaget har också lanserat ett 30-tal Windows Live-tjänster, vilket är ett samlingsnamn för en rad onlinetjänster som inte kräver någon extern installation av programvara, utan som istället är anpassade för användning på webben. De nya tjänsterna består av bland annat Windows Live Hotmail (ersättare till MSN Hotmail), Windows Live Local (ersättare till MSN Virtual Earth), Windows Live Onecare med flera.
Efter det lanserades Windows Home Server och Windows Server 2008. Microsoft operativsystem Windows 7 lanserades 22 oktober 2009.

## Produkter
Microsoft har ett brett programvaruutbud med många internt utvecklade produkter som Microsoft Basic och Microsoft Word. Andra har köpts upp av Microsoft och vidareutvecklas, som grundstenen MS-DOS. Källkoden till Internet Explorer är licensierad till Microsoft av Spyglass, Inc., som från början skötte utvecklingen.
I april 2002 delade Microsoft upp sin verksamhet i sju enheter; varje enhet har ansvar för sin egen ekonomi. På det sättet ser man bättre koll på enheternas presentation och kan leverera produkter i tid. I september 2005 slogs de sju affärsområdena samman till tre divisioner — Microsoft Platform Products and Services Division, där Windows-gruppen, MSN-gruppen och Server- och tillbehörsgruppen ingick, Microsoft Business Division, där Informationarbetsgruppen och Business Solutions-gruppen ingick och slutligen Microsoft Entertainment and Devices Division.

### Windows-gruppen
Microsofts flaggskepp är operativsystemet Microsoft Windows. Den första versionen kom 1985 som ett svar på Apples Macintosh. I dag levereras nästan alla IBM PC-kompatibla persondatorer med Windows förinstallerat. Det finns även versioner av operativsystemet anpassade för servrar, inbäddade system och andra typer av plattformar.
Den senaste versionen heter Microsoft Windows 11 som släpptes den 5 oktober 2021.

### Informationsarbetsgruppen
Informationsarbetsgruppen ansvarar för produktserien Microsoft Office, som innehåller ordbehandlingsprogrammet Word, databasen Access, kalkylprogrammet Excel, organiseraren Outlook, presentationsprogrammet PowerPoint samt Microsoft FrontPage, en webbsideskapare av WYSIWYG-typ. När Office 2003 släpptes utökade Microsoft produktutbudet tillökning med Microsoft Visio, Microsoft Project, Microsoft MapPoint, Microsoft InfoPath, Microsoft Publisher samt Microsoft OneNote.
Microsoft producerar även Office till Apples Macintosh. Aktuell version för Mac är Office 2011.

### Microsoft Dynamics
Microsoft Dynamics (tidigare Microsoft Business Solutions) är ett dotterbolag till Microsoft som bland annat producerar affärssystem, där Microsoft Dynamics AX, Microsoft Dynamics CRM och Microsoft Dynamics NAV ingår.

### Server- och tillbehörgruppen
Under mitten av 90-talet och framåt har Microsoft fortsatt att utveckla Windows för värddatorer. Aktuellt server-OS är Windows Server 2016. Med den satsningen följde utvecklingen av flera andra produkter för servrar som idag består av SQL Server, Exchange Server, Systems Management Server, Microsoft Operations Manager, Sharepoint Portal Server, Biztalk Server, Host Integation Server, Live Communication Server, Identity Integration Server, Content Management Server, Business Scorecard Manager med flera.
Serverprodukterna ingår i Microsofts serveroperativsystem.

### Mobila gruppen
Microsoft har etablerat sig på den mobila marknaden med operativsystemet Windows Phone. Den senaste versionen är Windows 10 Mobile.

### MSN-gruppen
MSN är Microsofts webbportal och är för närvarande en av de mest besökta webbplatserna på Internet och lanserades under mitten av 1990-talet som ett svar på AOL. Den populäraste tjänsten från MSN är Hotmail tätt följd av Live Messenger(MSN Messenger), MSN Search och MSN Virtual Earth. I USA är MSN även en stor internetleverantör. 
Innan Microsoft övertog tjänsten Hotmail användes operativsystemet FreeBSD för de datorer som tillhandahöll innehållet. År 2000, efter övertagandet, övergick Hotmail gradvis till operativsystemet Windows. Microsoft drabbades av en hel del bakslag och problem under övergångstiden för att Windows inte klarade av att hantera den massiva klientel som Hotmail hade. Sedermera övergick Hotmail helt till operativsystemet Windows och använde inte längre några Linux/Unix-servrar. Lösenord hashades med SHA512. Hotmail nylanserades som Outlook.com år 2012.

### Hem- och underhållningsgruppen
Microsoft tillhandahåller datorspel med titlar som Age of Empires och Microsoft Flight Simulator. De producerade fram till 2009 även ett uppslagsverk inom multimedia som går under namnet Encarta.
Microsoft etablerade sig 2001 på spelkonsolsmarknaden som tidigare dominerades av Sony och Nintendo med lanseringen av den stationära konsolen Xbox. Microsoft utvecklar också egna spel för Xbox med stöd av dotterbolaget Microsoft Game Studios. Tredjepartsutvecklare som Electronic Arts och Activision måste dock betala en speciell licens för att producera spel för Xbox. Efterföljaren Xbox 360 lanserades i Nordamerika den 22 november 2005 och i Europa den 2 december samma år. Med Xbox 360 hoppas Microsoft ta igen de förluster som de fick utstå med i och med lanseringen av Xbox. Därefter den 22 november 2013 lansera de Xbox One. Förutom spelkonsoler utvecklar företaget också datortillbehör, däribland möss, tangentbord, styrspakar och handkontroller. Microsofts första mus lanserades 1983 och följde med när man köpte Word 1.0. Microsoft har också släppt två olika spelkonsoler den 10 november 2020, Xbox Series X och den billigare modellen Xbox Series S. 
Sidewinder var Microsofts serie av tillbehör för datorspel. Varumärket var nedlagt, men Microsoft har nyligen lanserat en ny mus av modell sidewinder.
Inom produktprogrammet Argo, som utvecklas under J. Allards ledning, finns den nya mediaspelaren Zune.
År 2014 köpte de upp företaget Mojang AB för $2,5 miljarder vilket gör att de nu äger spelen Minecraft, Scrolls och Cobalt.

## Kritik
Microsoft har haft en dominerande ställning på operativsystemsmarknaden eftersom de flesta persondatorer sedan mitten av 90-talet har levererats med Microsofts operativsystem Microsoft Windows. De är dömda monopolister i USA.
Detta har både i USA och i Europa lett till långa och invecklade rättsprocesser. Målen har bland annat rört att användarna i alltför hög grad uppmanas att använda Microsofts egna program som till exempel Internet Explorer, Microsoft Windows Media Player och MSN Messenger som alla är integrerade i Windows, vilket då gjort det svårare för konkurrenter att sälja sina produkter.
En annan kritik som framförts är att Microsoft inte följer internationella standarder, utan istället gärna utgår från standarden och modifierar/utökar den efter eget tycke. Ett exempel på detta är programspråket Java som Sun Microsystems utvecklat, där Microsoft gjorde en egen utökning, Visual J++, som bara fungerade för Windows. Efter en rättstvist backade Microsoft och drog tillbaka J++ för att något år senare presentera C# vilket många anser är en modifierad Java/J++ för att kringgå Javastandarden.
Det är svårt att hitta litteratur om Bill Gates och Microsoft som är oberoende. De böcker som finns är skrivna av Bill Gates själv.
Microsoft har etablerat sig i bland annat Kina och Iran – när de gjorde detta accepterade de till exempel att bygga in spärrar och filter som förhindrar att information som inte godkänts av Kinas kommunistiska parti skulle nå den kinesiska allmänheten. Microsofts tjänster är således spärrade och censurerade för den typ av folk som inte betalar för sina licenser.[källa behövs]
2015 mottog Microsoft Finlands Big Brother Award i kategorin för korporationer. Motiveringen var Microsofts samarbete med NSA för att "övervaka oskyldiga människors e-post och Skypesamtal.
Enligt Privacy International har Microsoft gett dokument till Thailands regering som användes som bevis för att Katha Pachachirayapong, en thailändsk börsmäklare, spridit "falsk information" om kung Bhumibol Adulyadej. Detta ledde till att han i mars 2014 dömdes till två år och åtta månader i fängelse.